# Joppidium moerens
Joppidium moerens är en stekelart som först beskrevs av Perty 1833.  Joppidium moerens ingår i släktet Joppidium och familjen brokparasitsteklar. Utöver nominatformen finns också underarten J. m. dimidiatum.